# Tonghap-jinbo-Partei
Die Tonghap-jinbo-Partei (koreanisch 통합진보당 RR Tonghap-jinbo-dang, deutsch ‚Vereinte Progressive Partei‘) war eine links-liberale Partei in Südkorea, die von Dezember 2011 bis zu ihrem Verbot im Dezember 2014 bestand.

## Geschichte
Die Partei wurde am 5. Dezember 2011 durch die Fusion der Minju-nodong-Partei (민주노동당 ‚Demokratische Arbeiterpartei‘), der Partizipatorischen Volkspartei und eines Teils der Jinbo-sin-Partei (진보신당 Jinbo-sin-dang, deutsch ‚Neue Progressive Partei‘) gegründet. Sie wurde von deren Vorsitzenden Rhyu Si-min (유시민), Lee Jung-hee (이정희) und Sim Sang-jung (심상정) gemeinsam geführt.
Nach der Parlamentswahl vom 11. April 2012 stellte die Partei 13 der 300 Mitglieder in der Gukhoe, der südkoreanischen Nationalversammlung. Sie wurde damit die drittstärkste Partei in der Versammlung, nach der konservativen Saenuri-Partei (새누리당 Sae-nuri-dang, deutsch ‚Neue Welt Partei‘) und der im Jahr 2013 durch Umbenennung entstandene liberale Minju-Partei (민주당 Minju-dang, deutsch ‚Demokratische Partei‘).
Am 19. Dezember 2014 wurde die Tonghap-jinbo-Partei vom südkoreanischen Verfassungsgericht aufgelöst, da ihr die Unterstützung der Regierung Nordkoreas vorgeworfen wurde. Der Antrag wurde von der Regierung unter der zur Saenuri-Partei gehörende Präsidentin Park Geun-hye (박근혜) gestellt. Die Richter begründen ihre Entscheidung damit, dass die Tonghap-jinbo-Partei eine konkrete Gefahr für die demokratische Grundordnung dargestellt habe und deshalb der juristische Nutzen gegenüber der Einschränkung demokratischer Rechte überwiege. Den Abgeordneten wurden außerdem die Mandate entzogen.
Dem Verbot voran ging die Inhaftierung des Mitglieds Lee Seok-ki (이석기) wegen Landesverrats. Dieser soll versucht haben, mit einer Gruppe von etwa 130 Personen einen Putsch gegen die südkoreanische Regierung und eine Wiedervereinigung unter nordkoreanischer Führung durchzuführen.

## Wahlergebnisse
| Wahl                | Wahl        | Stimmen   | %    | Mandate | Gesamtmandate |
| ------------------- | ----------- | --------- | ---- | ------- | ------------- |
| Parlamentswahl 2012 | Parteiliste | 2.198.405 | 10,3 | 6 / 54  | 13 / 300      |
| Parlamentswahl 2012 | Wahlkreise  | 1.291.306 | 6,0  | 7 / 246 | 13 / 300      |